# Симаргал
Симаргал (още Симаргл, Семаргл, Симург) е благотворен дух в древната славянска митология.
Във висшия пантеон на киевския княз Владимир I Симаргал е сред 6-те върховни божества. Свързан е с почитта към слънцето, с почвата, земеделието и плодородието. Той охранява обработваемата земя и бди над житата.
В ролята си на пазител, Симаргал е възприеман и като блюстител на закона, приносител на възмездието и наказанието. Твърде възможно е да е бил възприеман като въплъщение на друго славянско божество и като такова да е привнесен във Владимировия пантеон отвън, което иначе би било твърде необосновано действие. Това е един от най-неясните славянски митологични образи. Вероятно е заимстван от северноиранските сарматски племена, които особено почитали могъщия дух Симургх, помощник на слънцето, пазител на реколтата. В Древна Персия е познат под името Сенмурв.
Славяните си представяли Симаргал като голямо грифоноподобно куче със златни криле. Възприеман е като посредник между боговете и хората.